# Air Mediterranean
Air Mediterranean es una aerolínea chárter griega con base de operaciones en el Aeropuerto Internacional Eleftherios Venizelos de Atenas.

## Historia
En enero de 2017, Air Mediterranean obtuvo su certificado de operador aéreo (AOC), bajo la Autoridad de Aviación Civil Griega, de conformidad con el Reglamento de la Agencia Europea de Seguridad Aérea (EASA).
El plan inicial de la aerolínea era cubrir las brechas entre países con poca o ninguna conectividad, conectando Europa con los mercados en rápida expansión de Oriente Medio y África, utilizando Atenas como centro de operaciones. Air Mediterranean inició sus operaciones regulares de pasajeros el 1 de noviembre de 2017.
El 18 de enero de 2018, la aerolínea suspendió todos los vuelos hasta nuevo aviso. En febrero de 2018, la compañía anunció que cesaría todas las operaciones programadas y se centraría en las operaciones chárter.

## Destinos
A partir de septiembre de 2019, Air Mediterranean se centró exclusivamente en vuelos chárter para otras compañías (entre ellas Norwegian). No opera vuelos regulares en su propio nombre.

## Flota

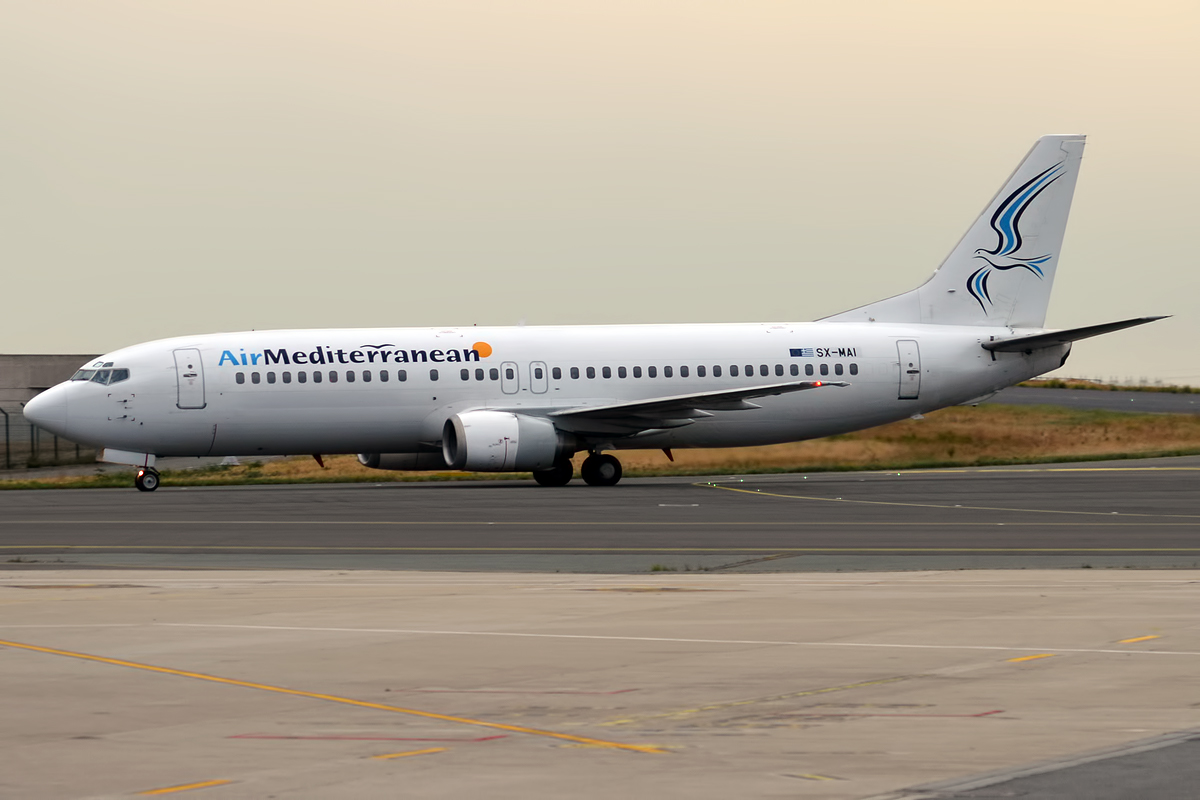
Boeing 737-400

En junio de 2021, la flota de Air Mediterranean estaba formada por los siguientes aviones, con una edad media de 28.8 años:
| Aeronave       | Número en servicio | Pasajeros |
| -------------- | ------------------ | --------- |
| Boeing 737-400 | 3                  | Y162/Y167 |
| Total          | 3                  |           |